# فرهنگ جامع زندگی‌نامه
فرهنگ جامع زندگی‌نامه نوعی دایرةالمعارف است که به اطلاعات بیوگرافی محدود می‌شود. بسیاری تلاش می‌کنند تا شخصیت‌های اصلی یک کشور را پوشش دهند ( با محدودیت‌هایی مانند افراد زنده، یا فقط افراد فوت شده ). برخی دیگر از این نظر تخصصی هستند که نام‌های مهمی را در یک زمینه موضوعی مانند معماری یا مهندسی پوشش می‌دهند.

## تاریخ در تمدن اسلامی
طریف خالدی مدعی شد که ژانر فرهنگ‌های زندگی‌نامه‌ای « محصول منحصر به فرد فرهنگ مسلمانان عرب » است.
اولین نمونه موجود از فرهنگ زندگینامه مربوط به قرن نهم، عراق است و در قرن شانزدهم میلادی  به شکلی محکم و قابل احترام از نگارش تاریخی تبدیل شد. قدیمی‌ترین زندگی‌نامه‌ در ابتدا بر زندگی پیامبر اسلام و صحابه ایشان متمرکز بوده است، که یکی از اولین نمونه‌ها،  کتاب طبقات عمده اثر ابن سعد البغدادی بود و سپس شروع به مستندسازی زندگی بسیاری دیگر از آثار تاریخی کرد. شخصیت‌هایی (از حاکمان تا علما) که در قرون وسطی جهان اسلام زندگی می‌کردند. بزرگ‌ترین فرهنگ زندگینامه شناخته شده‌ای که تاکنون تولید شده‌است، تاریخ دمشق نام دارد که توسط مورخ مسلمان ابن عساکر تألیف شده‌است.

### استناد
1. ↑  Khalidi, Tarif (January 1973). "Islamic Biographical Dictionaries: A Preliminary Assessment". The Muslim World. 63 (1): 53–65. doi:10.1111/j.1478-1913.1973.tb03104.x.
2. ↑  Josef W. Meri (2005), Medieval Islamic civilization: an encyclopedia, vol. 2, Routledge, p. 110, ISBN 0-415-96690-6